# 阿拉套麻花头
阿拉套麻花头（学名：Serratula alatavica）为菊科麻花头属的植物。分布于天山及帕米地有以及中国大陆的新疆等地，生长于海拔1,400米的地区，常生长在河谷、石坡及阳坡草丛中，目前尚未由人工引种栽培。